# Kampfpistole

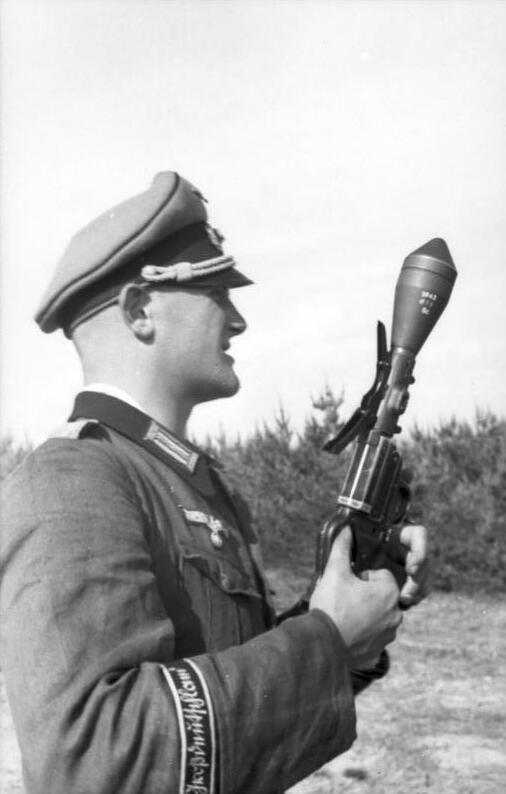

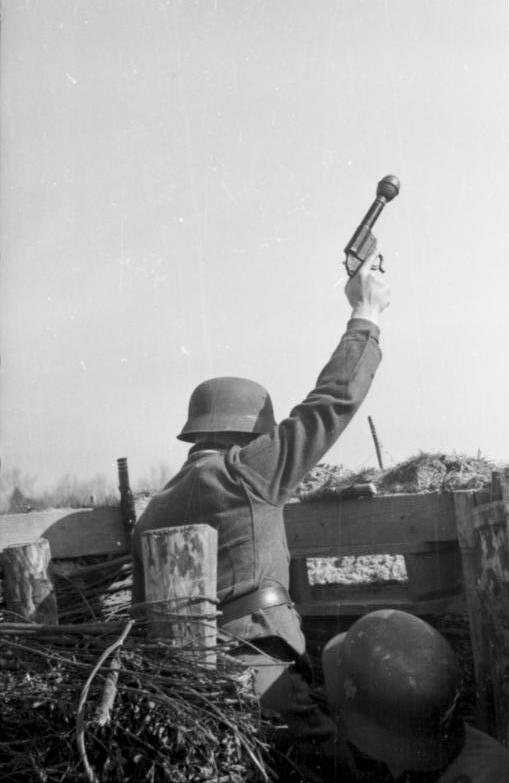
Солдат с Kampfpistole, 1944 г.

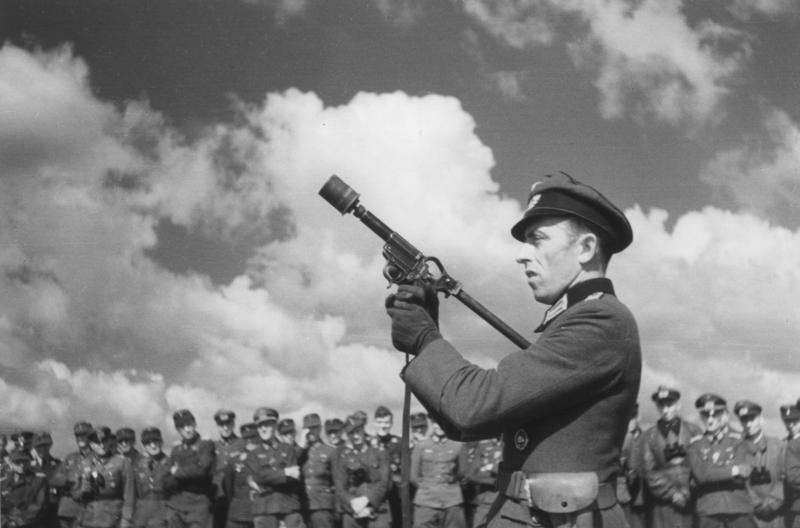
Sturmpistole. Стрельба надкалиберной гранатой из сигнального пистолета. В связи со значительной массой снаряда и соответственно возросшей отдачей используется плечевой упор.

Kampfpistole (в переводе с нем. — «боевой пистолет») — немецкие разработки, времён Второй мировой войны, боевых боеприпасов для сигнальных пистолетов и переделки сигнальных пистолетов в гранатомёт со специальными прикладами и прицелами.
Характерным является большое количество типов калиберных и надкалиберных гранат, разработанных для данного вида оружия, причём в большинстве образцов возможность стрельбы сигнальными патронами не утрачивалась.
В результате весьма распространенное в войсках средство становилось серьёзным многоцелевым штурмовым оружием.
К началу Великой Отечественной войны в германскую армию начали поступать противотанковые гранаты 326 HL/LP, способные пробить броню до 50 мм.

## Общие характеристики
| Модели                                    | Kampfpistole | Kampfpistole "Z" | Sturmpistole |
| Калибр                                    | 27/23        | 27/23            | 27/23        |
| Масса оружия (кг)                         | ?            | 1,40             | 2,45         |
| Длина оружия с разложенным прикладом (мм) | -            | -                | 585          |
| Длина оружия без приклада (мм)            | 245          | 245              | ?            |
| Длина ствола (мм)                         | 155          | 155              | 180          |